# Вербикаро
Вербика̀ро (на италиански: Verbicaro, на местен диалект Vruvëcàrë, Врувъкаръ) е малко градче и община в Южна Италия, провинция Козенца, регион Калабрия. Разположено е на 428 m надморска височина. Населението на общината е 3137 души (към 2012 г.).